# Митрофан (Гутовський)

Єпископ Митрофан, (в миру Михайло Петрович Гутовський, 1897, Волинь, Російська імперія — 12 вересня 1959, Куйбишев, РРФСР, СРСР) — архієрей Російської православної церкви, єпископ Куйбишевський і Сизранський
Народився у 1897 році в сім'ї священика на Волині. У 1904 р. став послушником у Яблочинському монастирі. Через наступ німецьких військ у 1915 році був евакуйований разом з ченцями монастиря, повернувся через три роки. Після проголошення незалежності Польщі у 1918 році став її громадянином.
У 1919 році закінчив Волинську духовну семінарію, а в 1931 році — Православний богословський факультет Варшавського університету зі званням магістра богослов'я.
Не пізніше 1926 року він знову переїхав до монастиря в Яблочні, і в тому ж році став його скарбником.
У 1930 році пострижений у чернецтво в Почаївській Лаврі, де і проходив послух на посаді завідувача Здолбунівським подвір'ям, потім в самій Лаврі на посаді економа і скарбника.
У 1932–1934 роках виконував нелегальну душпастирську роботу в тих містах Влодавського повіту, де польська влада не дозволяла відкривати православні церкви.
З 1934 року — намісник, а потім настоятель Яблочинського монастиря і завідувач псаломщицько-дияконськими курсами при монастирі. Брав участь у роботі Братства православних богословів у Польщі, яке було засноване 24 березня 1934 р.
З жовтня 1940 року — духівник відновленого під час німецької окупації Турковицького жіночого монастиря
У 1945 році у рамках примусового виселення українського та білоруського населення був репатрійований з Польщі у Радянський Союз. У тому ж році був призначений ректором Богословсько-пастирських курсів при Жировицькому монастирі.
З 1947 року — ректор Мінської духовної семінарії і намісник Жировицького монастиря в сані архімандрита. В семінарії викладав Святе Письмо Нового Заповіту.
5 липня 1953 хіротонізований на єпископа Бобруйського, вікарія Мінської єпархії. Чин хіротонії в Мінську здійснювали: митрополит Крутицький і Коломенський Миколай (Ярушевич), архієпископ Мінський і Білоруський Пітирим (Свиридов) єпископ Смоленський і Дорогобужский Сергій (Смірнов).
З 28 листопада 1955 року — єпископ Орловський і Брянський. З 31 травня 1956 року — єпископ Куйбишевський і Сизранський.
Помер 12 вересня 1959 року в Куйбишеві (зараз — м.Самара, РФ). Похований в лівій частині притвору Покровського кафедрального собору.
У 1959 році, коли помер владика Митрофан, в єпархії служило 37 православних священиків, в основному це були люди старші 55 років, половина з яких раніше піддавалася репресіям за свої переконання. У Духовної семінарії навчалося 7 осіб і число священиків молодше 40 років за три роки його правління збільшилася з 3 до 11 осіб.